# Lee Humphrey
Lee Anthony Humphrey (Maryville, 26 aprile 1984) è un ex cestista statunitense.